# Mlýnek (Nový Kostel)
Mlýnek (německy Mühlgrün) je malá vesnice, část obce Nový Kostel v okrese Cheb v Karlovarském kraji. Nachází se asi tři kilometry jižně od Nového Kostela. Je zde evidováno 7 adres. V roce 2011 zde trvale žilo devět obyvatel.
Mlýnek je také název katastrálního území o rozloze 4,01 km².

## Historie
První písemná zmínka o vesnici pochází z roku 1301.

## Obyvatelstvo
Při sčítání lidu v roce 1921 zde žilo 160 obyvatel, všichni německé národnosti. K římskokatolické církvi se hlásilo 158 obyvatel, dva k evangelické.
| Rok            | 1869 | 1880 | 1890 | 1900 | 1910 | 1921 | 1930 | 1950 | 1961 | 1970 | 1980 | 1991 | 2001 | 2011 | 2021 |
| -------------- | ---- | ---- | ---- | ---- | ---- | ---- | ---- | ---- | ---- | ---- | ---- | ---- | ---- | ---- | ---- |
| Počet obyvatel | 188  | 180  | 136  | 148  | 186  | 160  | 177  | 50   | 67   | 21   | 36   | 16   | 13   | 9    | 4    |
| Počet domů     | 23   | 26   | 26   | 23   | 24   | 25   | 25   | 23   | -    | 5    | 5    | 5    | 5    | 5    | 5    |

## Obecní správa
Při sčítání lidu v letech 1850–1975 Mlýnek byl osadou obce Kopanina v okrese Cheb. Od 1. ledna 1976 je částí obce Nový Kostel v okrese Cheb.

## Pamětihodnosti
- Venkovské usedlosti čp. 8 a 12
- Krucifix
- Tvrziště na jih od statku čp. 12